# Fred Jones (personaggio)
Frederick Herman "Fred" Jones, detto anche Freddy, è un personaggio immaginario della serie televisiva d'animazione Scooby-Doo prodotta dalla Hanna-Barbera.
Fred è il membro più coraggioso, entusiasta e intraprendente della Mystery Inc., ed è rappresentato come il leader ufficiale del gruppo.

## Caratteristiche del personaggio
Il personaggio è un ragazzo esuberante ed energico, appassionato di sport. Leader del gruppo, Fred è visto spaventarsi più raramente, e ogniqualvolta la Mystery Inc. si trovi di fronte a un fatto inquietante è Fred (o in alternanza Velma) a spronare i compagni alla risoluzione del caso con la sua classica frase "Ragazzi, pare che abbiamo un mistero da risolvere". Fred è colui che generalmente impartisce ai compagni le direttive per l'indagine, sebbene queste siano in realtà sempre le stesse ogni volta: la divisione in due gruppi di ricerca, il primo costituito da lui, Daphne e Velma ed il secondo da Shaggy e Scooby.
In Il cucciolo Scooby-Doo, Fred è dipinto come poco intelligente e fortemente convinto di numerose leggende metropolitane, nonché avido lettore di una rivista chiamata The National Exaggerator ed eternamente sicuro che il vero colpevole di tutti i crimini sia il bulletto di quartiere, Red Herring. All'infuori della suddetta serie tuttavia, Fred è rappresentato come razionale, logico e piuttosto sveglio, a riprova di ciò vi sono le trappole arzigogolate (nello stile delle macchine di Rube Goldberg) che costruisce in ogni episodio per catturare il mostro di turno, sebbene queste falliscano sempre per via della loro eccessiva complessità. Sia ne Le nuove avventure di Scooby-Doo che in Scooby-Doo - Mystery, Inc. invece, Fred appare più ingenuo, vivace e, a volte, con la testa un po' fra le nuvole, pur continuando a guidare la gang alla ricerca di misteri.
Il nome del personaggio è stato deciso in omaggio al produttore, Fred Silverman. Nonostante nel gruppo sia il più propenso a fare il "turista", Fred è completamente negato per qualsiasi lingua che non sia l'inglese, a discapito dei suoi molti tentativi di apprendere idiomi stranieri. In un episodio di Le nuove avventure di Scooby-Doo si scopre che è  allergico ai gatti.

### Aspetto
Fred è rappresentato come un ragazzo alto, dotato di un fisico prestante, la mascella squadrata, gli occhi neri (o azzurri in alcune versioni) e i capelli biondi.
In genere veste con un maglione bianco da sopra una camicia blu e dei blue-jeans, sebbene nel corso delle numerose incarnazioni il suo abbigliamento sia cambiato molto, mantenendo la tinta bianca e blu. Dal 1990, il vestiario del personaggio è stato rinnovato con l'aggiunta di una striscia blu sopra un pullover ed i jeans attillati e non più a zampa.

Una delle caratteristiche di Freddy nelle prime serie era il foulard arancione, rimosso in ogni incarnazione successiva a Scooby Doo, dove sei tu?.

## Famiglia
Un cliché narrativo ricorrente di Scooby-Doo mostra i ragazzi ospiti di parenti in località dove puntualmente si trovano a risolvere qualche mistero; per questo motivo in diverse puntate sono stati mostrati alcuni componenti della famiglia Jones.
I parenti conosciuti di Fred sono:
- Skip Jones: padre
- Peggy Jones: madre di Fred
- Edward "Eddie" Jones: zio paterno e editore del National Exaggerator.
- Conte Von Jones: zio paterno, vive in un castello accanto a una fabbrica di bare.
- Karl: zio materno, ha un negozio di formaggio sul Lago Michigan nel Wisconsin.
- Zio innominato, soldato della U.S. Air Force e di vari corpi speciali.
- Zio innominato, primo cembalista nella banda dei Marines.
- Nipote di 3 anni, menzionato in The New Scooby-Doo Movies.
- Jed Jones: cugino paterno, lavora in spettacoli di mostri, paura e magia.

Una discordanza sui genitori di Fred è data dalla serie Scooby-Doo - Mystery, Inc., in cui in fondo al nome del ragazzo è aggiunto Jr., difatti egli è figlio di Fredrick Herman Jones Sr., sindaco di Crystal Cove e criminale arrestato grazie alla Mystery Inc. durante la serie. In seguito si scopre che l'uomo l'aveva rapito, quando era ancora in fasce, dai suoi veri genitori: Brad Chiles e Judy Reeves.

## Trasposizioni

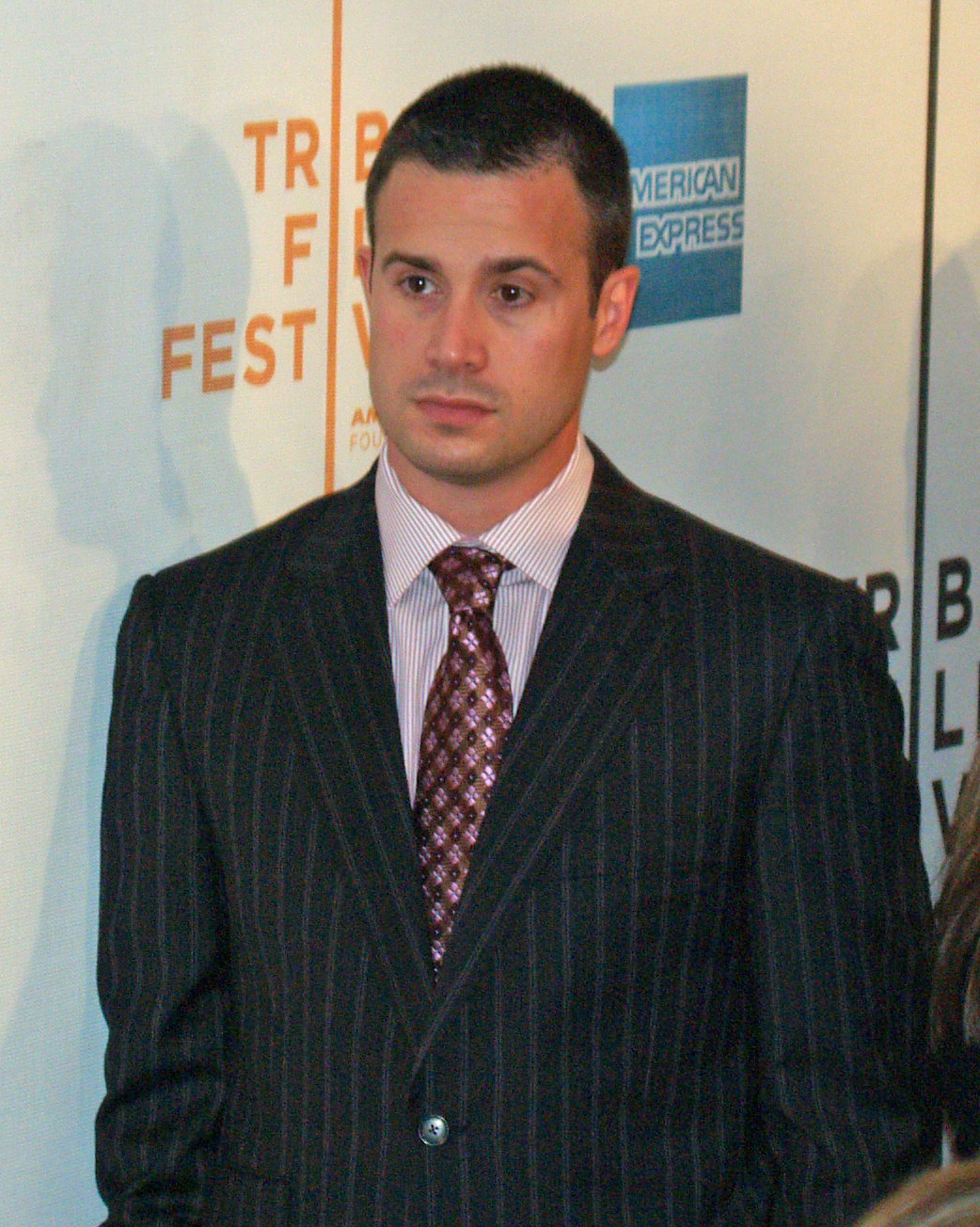
Freddie Prinze Jr. ha interpretato Fred sul grande schermo.

- In tutte le serie televisive e i film d'animazione di Scooby-Doo fin dal 1969, la voce di Fred è sempre stata quella di Frank Welker, con l'unica eccezione di Il cucciolo Scooby-Doo, andato in onda tra il 1988 e il 1991, in cui la versione infantile del personaggio è doppiata da Carl Stevens.
- Nel lungometraggio del 2002 Scooby-Doo e nel suo sequel del 2004 Scooby-Doo 2 - Mostri scatenati, Fred è interpretato dall'attore Freddie Prinze Jr.. Mentre nei prequel del 2009 Scooby-Doo! Il mistero ha inizio e del 2010 Scooby-Doo! La maledizione del mostro del lago, a prestare il volto al personaggio è Robbie Amell. Curiosamente in questi ultimi due film, Fred ha i capelli scuri e per giustificare tale scelta stilistica, il regista e lo stesso Amell hanno avanzato la possibilità che li tinga.